# Yuriy Tomyn
Yuriy Petrovytch Tomyn (en ukrainien : Юрий Петрович Томин) est un joueur ukrainien de volley-ball né le 23 décembre 1988. Il mesure 1,98 m et joue attaquant. Il est international ukrainien.

## Clubs
| Club                 | De        | À   |
| -------------------- | --------- | --- |
| VK Lokomotiv Kharkiv | 2010-2011 | ... |

## Palmarès
- Championnat d'Ukraine (3)
  - Vainqueur : 2011, 2012, 2013
- Coupe d'Ukraine (3)
  - Vainqueur : 2011, 2012, 2013